# Hubert Lanz
Karl Hubert Lanz (Entringen, 22 de maio de 1896 - Munich, 15 de agosto de 1982) foi um general alemão durante a Segunda Guerra Mundial, na qual liderou unidades na Frente Oriental e nos Bálcãs.
Mais tarde, ele foi julgado em Nuremberg por crimes de guerra e condenado no Caso Sudeste, especificamente por várias atrocidades cometidas por unidades sob seu comando nos Bálcãs. Libertado em 1951, ele se juntou ao Partido Democrático Liberal e serviu como seu conselheiro em assuntos militares e de segurança.

## Início de carreira
Lanz entrou no exército em 20 de junho de 1914, pouco antes da eclosão da Primeira Guerra Mundial, e serviu na Frente Ocidental, terminando com o posto de tenente (Oberleutnant). Ele foi mantido no reduzido Reichswehr pós-guerra, sendo promovido a capitão em 1º de fevereiro de 1928. No período 1932-1934, ele comandou uma companhia em um regimento de infantaria em Gumbinnen, e foi posteriormente empregado em tarefas de comando, sendo promovido a tenente-coronel e Chefe do Estado-Maior do IX Corpo de Exército em 1º de março de 1937. Após um período de comando no 100º Regimento Gebirgsjäger, de novembro de 1937 a agosto de 1938, ele assumiu a posição de Chefe do Estado-Maior do Distrito Militar V.

## Segunda Guerra Mundial

### França e Iugoslávia

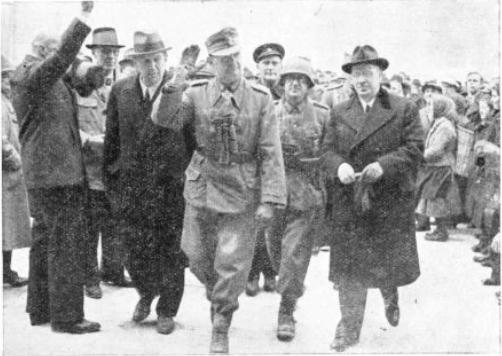
General Lanz entra na cidade para assumir o poder em Celje, Iugoslávia, em abril de 1941.

Em 15 de fevereiro de 1940, ele foi destacado como Chefe de Gabinete do XVIII Corpo de Exército. Em 1 de outubro, ele foi premiado com a Cruz de Cavaleiro da Cruz de Ferro por sua atuação nessa posição durante a Batalha da França. Em 26 de outubro, ele assumiu o comando da 1ª Divisão de Montanha, que participou da Operação Félix, o ataque a Gibraltar. Com Félix cancelada, a divisão foi transferida para o leste, onde participou da invasão da Iugoslávia em abril de 1941, como parte do 2º Exército.

### Frente Oriental
Em junho de 1941, Lanz liderou sua divisão na invasão da União Soviética. Em 30 de junho, sua divisão conquistou Lviv. Lá, os alemães descobriram vários milhares de corpos de prisioneiros, que haviam sido executados pelo NKVD pois não podiam ser evacuados. À medida que a notícia se espalhou, irrompeu um pogrom antijudaico em grande escala, no qual a população ucraniana da cidade participou, agitada por cartazes e proclamações alemães e dos Nacionalistas Ucranianos, que pediam vingança contra os "assassinatos bolcheviques judeus".
Lanz continuou comandando a divisão durante seu avanço na União Soviética, participando do avanço da Linha de Stalin e do avanço para o rio Dniepre e o rio Mius. Em maio de 1942, a divisão de Lanz lutou na Segunda Batalha de Carcóvia e depois participou da ofensiva Fall Blau no sul da Rússia e no Cáucaso (Operação Edelweiss). Em um movimento de propaganda, em 21 de agosto, Lanz enviou um destacamento para erguer a bandeira alemã no monte Elbrus. Embora o feito tenha sido amplamente divulgado por Joseph Goebbels, Hitler ficou furioso com isso.
Aliviado do comando em 17 de dezembro de 1942, no dia 23 ele foi premiado com as Folhas de Carvalho na Cruz de Cavaleiro. Após o colapso da frente alemã na sequência da Batalha de Stalingrado, em 26 de janeiro de 1943 Lanz foi promovido a general e colocado no comando do Exército de Destacamento Lanz (Armeeabteilung Lanz), uma formação composta por várias forças alemãs após o colapso do 8º Exército italiano, incluindo as tropas de elite do II Corpo Panzer SS sob o comando do General Paul Hausser. Lanz foi encarregado por Hitler de manter a área da Carcóvia, apesar de suas forças serem superadas em quase 4 para 1. Após a perda da cidade para o avanço do Exército Vermelho, ele foi novamente demitido em 20 de fevereiro, embora a decisão de abandonar a cidade sem luta tivesse sido tomada por Hausser a despeito das ordens de Lanz. Em 25 de junho, ele foi nomeado comandante provisório do XXXXIX Corpo de Montanha na Crimeia, cargo que ele manteve por um mês.

#### Plano para prender Hitler
Enquanto Lanz estava no comando da defesa de Carcóvia, ele, juntamente com seu chefe de Estado-Maior Hans Speidel (mais tarde chefe de gabinete de Erwin Rommel e envolvido na conspiração de 20 de julho) e o coronel von Strachwitz formularam um plano para prender Hitler durante sua visita à sede de Lanz em Poltava. Para conseguir isso, os conspiradores planejavam usar o regimento Panzer Großdeutschland, de Von Strachwitz, para dominar os guarda-costas SS de Hitler. Este "Plano Lanz" era conhecido em certos círculos militares, incluindo a liderança do Grupo de Exércitos B, e chegou a ser comunicado ao Marechal de Campo Erwin Rommel. No entanto, em 17 de fevereiro, quando Hitler fez sua visita frente, ele escolheu o quartel-general de Manstein em Zaporojie, em vez de Poltava.

### Grécia

#### Guerra de segurança no Épiro
Em 9 de setembro de 1943, Lanz assumiu o comando do recém-formado XXII Corpo de Montanha em Épiro, na Grécia. Os alemães temiam um desembarque aliado na Grécia (uma crença reforçada por medidas britânicas de desinformação como a Operação Carne Moída), e estavam engajados em contínuas varreduras anti-partisan, durante as quais várias centenas de aldeias foram despovoadas e muitas vezes incendiadas. Tornou-se comum a punição coletiva de localidades inteiras por ataques de guerrilha, com diretrizes para executar 50 a 100 reféns por cada baixa alemã; apenas quatro dias antes de Lanz assumir o comando, homens do 98º Regimento da 1ª Divisão de Montanha, comandados pelo tenente-coronel Josef Salminger, um ardente nazista, executaram 317 civis na aldeia de Kommeno.
O próprio Lanz muitas vezes discordava de seus novos subordinados. Um oficial da velha guarda e católico devoto, ele tinha pouco em comum com os jovens oficiais da divisão, enérgicos e fanáticos, como Salminger. Lanz certamente não era nazista, e seu envolvimento com os círculos da conspiração de 20 de julho era conhecido; depois do fracasso, ele passou a dormir com um revólver debaixo do travesseiro. Apesar das dúvidas pessoais de Lanz e seus confrontos com seu subordinado, o general Walter von Stettner, a respeito do tratamento de civis, represálias continuaram uma prática comum: após a morte de Salminger em uma emboscada de guerrilha no final de setembro, Lanz emitiu uma ordem exigindo "ação retaliatória cruel" em uma área de 20 km em torno do lugar da emboscada. Como resultado, pelo menos 200 civis foram executados, incluindo 87 apenas na aldeia de Lingiades.
Embora essas operações de larga escala tenham tido pouco efeito permanente nos próprios grupos guerrilheiros, as represálias incutiram terror suficiente na população local para impedir a cooperação com os guerrilheiros. Além disso, no final de 1943, pressionado pelos alemães e por guerrilheiros esquerdistas rivais, o general Napoleon Zervas, líder do EDES, o grupo guerrilheiro dominante no Épiro, chegou a um acordo tácito com Lanz e restringiu as operações de suas forças contra os alemães.

#### Massacres de Cefalônia e Corfu
Em 8 de setembro, a Itália se rendeu aos aliados. Isso começou uma corrida para desarmar e prender as guarnições italianas dos Bálcãs, antes que os Aliados pudessem se aproveitar disso. Lanz foi encarregado de superar as forças italianas em Épiro e nas Ilhas Jônicas. Em dois casos, em Cefalônia e Corfu, os italianos ofereceram resistência. O próprio Lanz foi inicialmente a favor de negociar a rendição italiana, mas no final seguiu suas ordens e invadiu essas ilhas. Em Cefalônia, a batalha durou uma semana antes que os italianos se rendessem. Depois de sua rendição, e de acordo com uma diretriz de Hitler, mais de 5 000 italianos foram executados pelos alemães. Lanz esteve presente em Cefalônia tanto durante a batalha quanto durante o massacre subseqüente. Em Corfu, a resistência durou apenas um dia, mas todos os 280 oficiais italianos na ilha foram fuzilados, e seus corpos foram lançados ao mar, sob as ordens de Lanz.

### Fim da guerra
Após a retirada alemã da Grécia em outubro de 1944, Lanz e suas tropas atravessaram os Bálcãs em direção à Hungria, onde participaram da Operação Margarethe, e depois os Alpes austríacos, onde ele se entregou ao Exército dos Estados Unidos em 8 de maio de 1945.

## Julgamento e vida subsequente

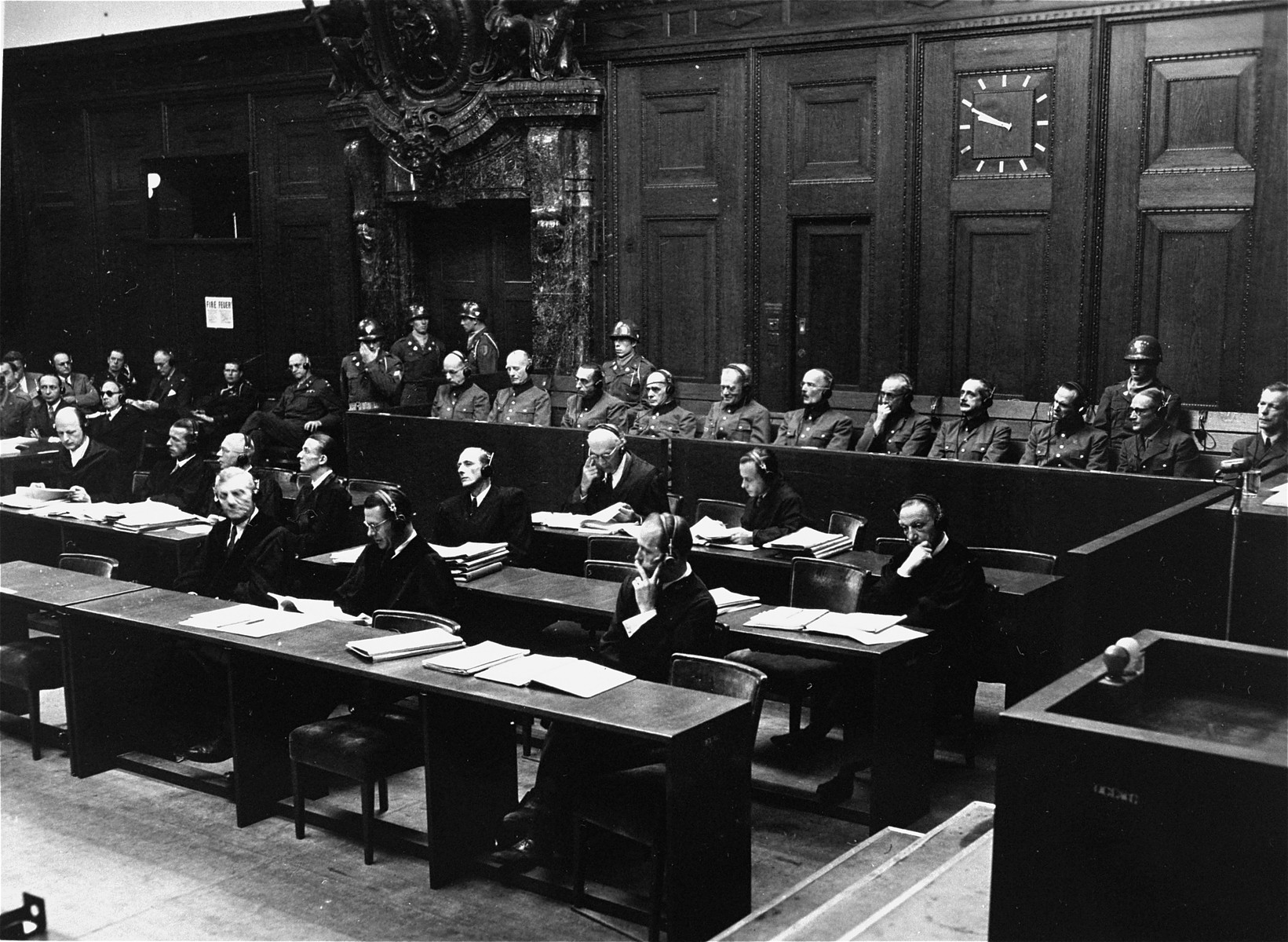
Os réus do "Caso Sudeste" no banco dos réus em Nuremberg. Lanz é o terceiro da esquerda, no fundo.

Lanz foi levado a julgamento em 1947, no chamado "Caso Sudeste" dos Julgamentos de Nuremberg, junto com outros generais da Wehrmacht ativos nos Bálcãs. O julgamento concernia as atrocidades cometidas contra civis e prisioneiros de guerra na área. No caso de Lanz, o maior problema foi o massacre de Cefalônia. No entanto, sua equipe de defesa levantou dúvidas sobre as alegações relativas a esses eventos, e como os italianos não apresentaram nenhuma evidência contra ele, Lanz convenceu o tribunal de que ele havia resistido às diretivas de Hitler e de que o massacre não havia acontecido. Ele alegou que o relatório do Grupo de Exércitos E relatando a execução de 5 000 soldados tinha sido um ardil, empregado para enganar o comando do Exército a fim de esconder o fato de que ele havia desobedecido as ordens do Führer. Ele acrescentou que menos de uma dúzia de oficiais foram baleados, e o resto da Divisão Acqui foi transportada para Piraeus através de Patras. Sua defesa também argumentou que os italianos não haviam recebido ordens para lutar do Ministério da Guerra em Brindisi e, portanto, deviam de ser considerados como amotinados ou franc-tireurs que não tinham o direito de serem tratados como prisioneiros de guerra à luz das Convenções de Genebra.
Em última análise, Lanz foi condenado a 12 anos de prisão, uma sentença leve em comparação com outros comandantes envolvidos com operações nos Balcãs, como Lothar Rendulic. Sua sentença foi revisada pelo "Painel Peck", e em 3 de fevereiro de 1951 ele foi libertado. Ele é a única pessoa que cumpriu pena de prisão pelas atrocidades cometidas em Épiro ou nas ilhas jônicas.
Após a sua libertação, Lanz tornou-se ativo nas fileiras do partido Partido Democrático Liberal e serviu como seu conselheiro em questões militares e de segurança. Em 1954, ele publicou um livro sobre a história da 1ª Divisão de Montanha. Ele morreu em Munique em 1982.

## Condecorações
- Cruz de Ferro (1914) 1ª e 2ª classe[19]
- Medalha Dourada de Mérito Militar Württemberg[19] em 30 de agosto de 1915[20]
- Cruz de Cavaleiro da Ordem de Frederico com Espadas[19]
- Cruz de Cavaleiro da Ordem Militar do Mérito (Württemberg)[19]
- Cruz do Mérito Militar, 3ª classe com espadas (Áustria-Hungria)[19]
- Distintivo de ferido (1918) em preto[19]
- Ordem de Vitautas, o Grande, 5ª classe (Lituânia) em 8 de setembro de 1933[21]
- Fecho para a Cruz de Ferro (1939)
  - 2ª classe (22 de maio de 1940)[22]
  - 1a classe (8 de junho de 1940)[22]
- Cruz de Cavaleiro da Cruz de Ferro com Folhas de Carvalho
  - Cruz de cavaleiro em 1 de outubro de 1940 como Oberst no Estado Maior e Chefe do Estado Maior do XVIII Armeekorps[23][24]
  - 160th Oak Leaves em 23 de dezembro de 1942 como generalleutante e comandante da 1ª Divisão de Gebirgs[23][25]